# Ronssoy
Ronssoy é uma comuna francesa na região administrativa de Altos da França, no departamento de Somme. Estende-se por uma área de 7,53 km². Em 2010 a comuna tinha 593 habitantes (densidade: 78,8 hab./km²).